# エイドリアン・カーデナス
エイドリアン・カーデナス・ルビオ（Adrian Cardenas Rubio, 1987年10月10日 - ）は、アメリカ合衆国・フロリダ州マイアミ・レイクス出身の元プロ野球選手（二塁手）。右投左打。

## 経歴

### プロ入りとマイナー時代
2006年のドラフト会議でフィラデルフィア・フィリーズから1巡目（全体37位）で指名され、入団。この年は、傘下のルーキー級ガルフ・コーストリーグ・フィリーズで41試合に出場した。
2007年は、A級レイクウッド・ブルークロウズでプレーした。また、この年のオールスター・フューチャーズゲームに出場した。
2008年は、途中までA+級クリアウォーター・スレッシャーズでプレーした。7月17日にジョー・ブラントンとのトレードでジョシュ・アウトマン、マシュー・スペンサーと共にオークランド・アスレチックスへ移籍した。移籍後は、傘下のA+級ストックトン・ポーツで15試合に出場した後、AA級ミッドランド・ロックハウンズへ昇格し、26試合に出場した。
2009年は、AA級ミッドランドで79試合に出場した後、AAA級サクラメント・リバーキャッツに昇格し、51試合に出場した。
2010年は、開幕をAAA級サクラメントで迎えたが、成績不振で6月にAA級ミッドランドへ降格した。8月にAAA級サクラメントに昇格した。
2011年は、AAA級サクラメントで127試合に出場し、オフに40人枠に登録された。
2012年1月26日にジョニー・ゴームスをロースターに登録する為、DFAとなった。

### カブス時代
2012年2月6日にウェーバーでシカゴ・カブスへ移籍した。開幕を傘下のAAA級アイオワ・カブスで迎え、5月7日に自身初めてメジャーに昇格した。同日のアトランタ・ブレーブス戦に代打で登場してメジャーデビューを果たした。翌8日のミルウォーキー・ブルワーズ戦で、二塁手としてスタメン出場し、5回にホセ・ベラスからメジャー初安打を記録している。7月は、大半をAAA級アイオワ・カブスでプレーしたが、7月31日にメジャーに再昇格した。8月21日にAAA級アイオワに降格した。9月にセプテンバーコールでメジャーに昇格した。最終的にこの年はメジャーで45試合に出場したが、オフの10月25日に40人枠から外された。

### 引退とその後
2012年シーズン終了後に、試合が楽しめなくなったという理由で、現役引退を表明した。
引退後は、ニューヨーク大学に在籍した。

## 詳細情報

### 年度別打撃成績
| 年 度    | 球 団    | 試 合 | 打 席 | 打 数 | 得 点 | 安 打 | 二 塁 打 | 三 塁 打 | 本 塁 打 | 塁 打 | 打 点 | 盗 塁 | 盗 塁 死 | 犠 打 | 犠 飛 | 四 球 | 敬 遠 | 死 球 | 三 振 | 併 殺 打 | 打 率 | 出 塁 率 | 長 打 率 | O P S |
| -------- | -------- | ----- | ----- | ----- | ----- | ----- | -------- | -------- | -------- | ----- | ----- | ----- | -------- | ----- | ----- | ----- | ----- | ----- | ----- | -------- | ----- | -------- | -------- | ----- |
| 2012     | CHC      | 45    | 67    | 60    | 5     | 11    | 6        | 0        | 0        | 17    | 2     | 0     | 0        | 0     | 0     | 7     | 1     | 0     | 13    | 0        | .183  | .269     | .283     | .552  |
| MLB：1年 | MLB：1年 | 45    | 67    | 60    | 5     | 11    | 6        | 0        | 0        | 17    | 2     | 0     | 0        | 0     | 0     | 7     | 1     | 0     | 13    | 0        | .183  | .269     | .283     | .552  |

### 背番号
- 45 (2012年)